# Književnost u 1862.
◄◄ | ◄ | 1859. | 1860. | 1861. | 1862.  | 1863. | 1864. | 1865. | ► | ►►
Arhitektura • Astronomija • Biologija • Fotografija • Glazba • Kazalište • Kemija • Kiparstvo • Knjige • Književnost • Kršćanstvo • Meteorologija • Medicina • Planinarstvo • Politika • Pravo • Promet • Slikarstvo • Šport • Znanost • Željeznički promet
Književnost u 1862.

## Svijet

### Književna djela
- Jadnici Victora Hugoa
- Očevi i djeca Ivana Turgenjeva

## Vanjske poveznice
|  | Zajednički poslužitelj ima još gradiva o temi Književnost u 1862. |